# Sully (Calvados)
Pour les articles homonymes, voir Sully.
Sully est une commune française située dans le département du Calvados en région Normandie, peuplée de 167 habitants.

## Géographie

### Localisation
Sully est située entre Bayeux (4,5 kilomètres) et Port-en-Bessin-Huppain (5,5 kilomètres). La commune est traversée par la Drôme.
|                | Maisons   |               |
| Tour-en-Bessin | Sully     | Vaux-sur-Aure |
|                | Vaucelles |               |

### Hydrographie
La commune est située dans le bassin Seine-Normandie. Elle est drainée par la Drome, deux bras de la Drôme, la Drôme et  et un autre petit cours d'eau,.
La Drôme, d'une longueur de 58 km, prend sa source dans la commune de Souleuvre en Bocage et se jette  dans l'Aure à Maisons, après avoir traversé 26 communes. Les caractéristiques hydrologiques de la Drôme sont données par la station hydrologique située sur la commune. Le débit moyen mensuel est de 2,63 m3/s. Le débit moyen journalier maximum est de 34,2 m3/s, atteint lors de la crue du 26 janvier 1995. Le débit instantané maximal est quant à lui de 39,2 m3/s, atteint le même jour.

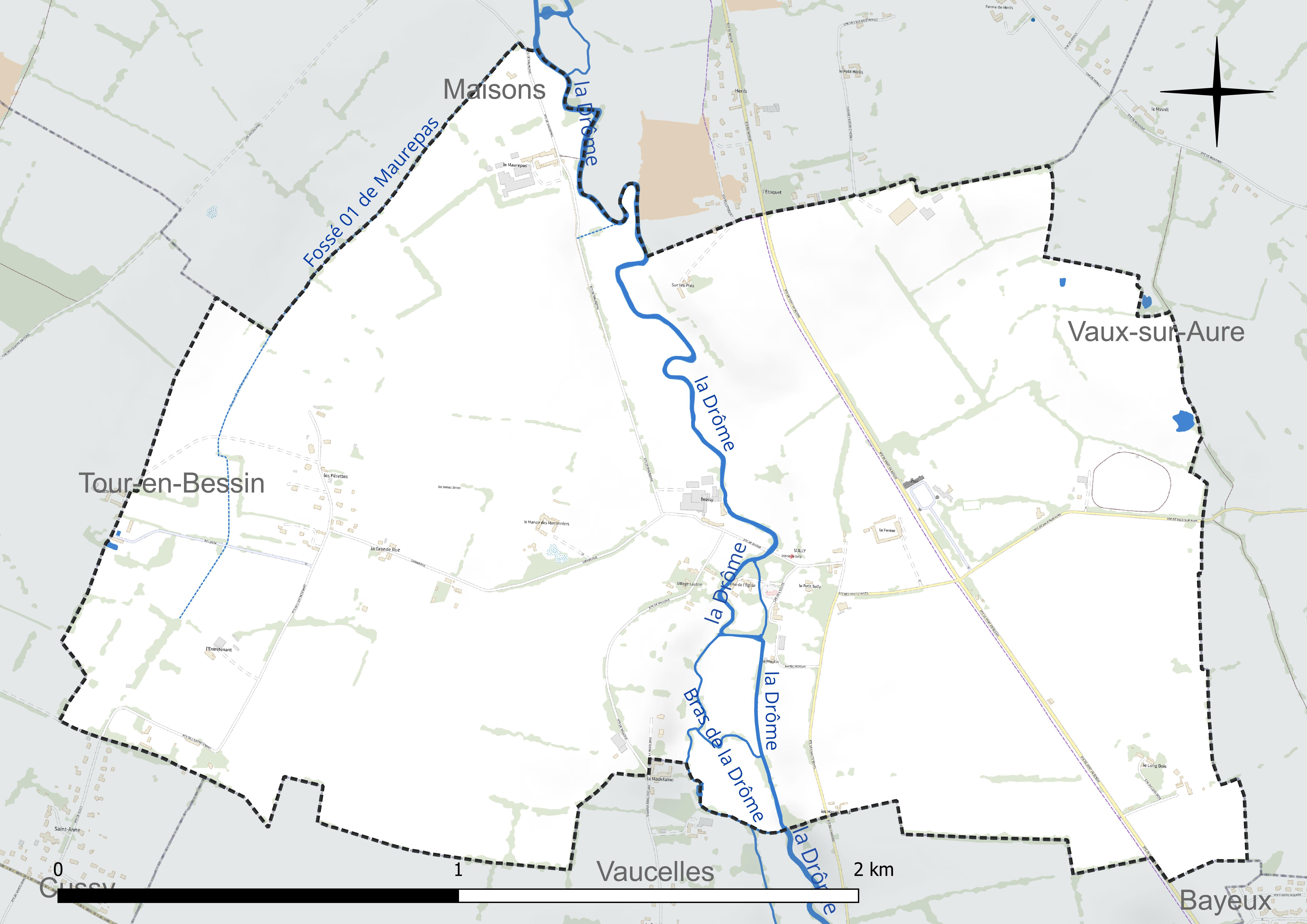
Réseau hydrographique de Sully.

### Climat
Pour des articles plus généraux, voir Climat de la Normandie et Climat du Calvados.
En 2010, le climat de la commune est de type climat océanique franc, selon une étude du CNRS s'appuyant sur une série de données couvrant la période 1971-2000. En 2020, Météo-France publie une typologie des climats de la France métropolitaine dans laquelle la commune est exposée à un climat océanique et est dans la région climatique Normandie (Cotentin, Orne), caractérisée par une pluviométrie relativement élevée (850 mm/a) et un été frais (15,5 °C) et venté. Parallèlement le GIEC normand, un groupe régional d'experts sur le climat, différencie quant à lui, dans une étude de 2020, trois grands types de climats pour la région Normandie, nuancés à une échelle plus fine par les facteurs géographiques locaux. La commune est, selon ce zonage, exposée à un « climat des plateaux abrités », correspondant à la plaine agricole de Caen à Falaise, sous le vent des collines de Normandie et proche de la mer, se caractérisant par une pluviométrie et des contraintes thermiques modérées.
Pour la période 1971-2000, la température annuelle moyenne est de 10,9 °C, avec une amplitude thermique annuelle de 11,3 °C. Le cumul annuel moyen de précipitations est de 732 mm, avec 12,4 jours de précipitations en janvier et 7,4 jours en juillet. Pour la période 1991-2020, la température moyenne annuelle observée sur la station météorologique la plus proche, située sur la commune de Balleroy-sur-Drôme à 15 km à vol d'oiseau, est de 11,2 °C et le cumul annuel moyen de précipitations est de 924,3 mm,. Pour l'avenir, les paramètres climatiques de la commune estimés pour 2050 selon différents scénarios d'émission de gaz à effet de serre sont consultables sur un site dédié publié par Météo-France en novembre 2022.

## Urbanisme

### Typologie
Au 1er janvier 2024, Sully est catégorisée commune rurale à habitat très dispersé, selon la nouvelle grille communale de densité à 7 niveaux définie par l'Insee en 2022.
Elle est située hors unité urbaine. Par ailleurs la commune fait partie de l'aire d'attraction de Bayeux, dont elle est une commune de la couronne,. Cette aire, qui regroupe 29 communes, est catégorisée dans les aires de moins de 50 000 habitants,.

### Occupation des sols

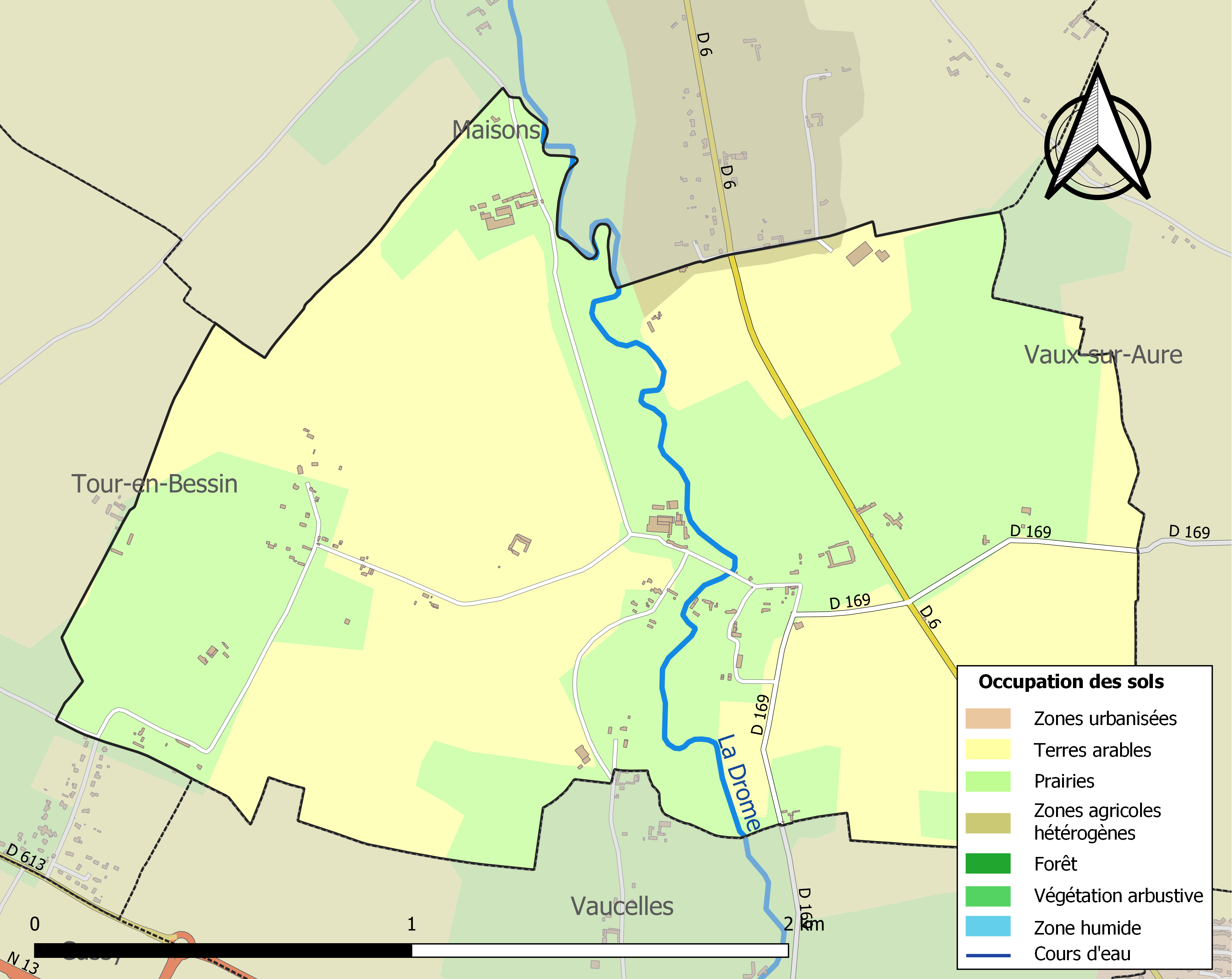
Carte des infrastructures et de l'occupation des sols de la commune en 2018 (CLC).

L'occupation des sols de la commune, telle qu'elle ressort de la base de données européenne d'occupation biophysique des sols Corine Land Cover (CLC), est marquée par l'importance des territoires agricoles (100 % en 2018), une proportion identique à celle de 1990 (100 %).
La répartition détaillée en 2018 est la suivante : terres arables (51,9 %), prairies (47,5 %), zones agricoles hétérogènes (0,7 %).
L'évolution de l'occupation des sols de la commune et de ses infrastructures peut être observée sur les différentes représentations cartographiques du territoire : la carte de Cassini (XVIIIe siècle), la carte d'état-major (1820-1866) et les cartes ou photos aériennes de l'IGN pour la période actuelle (1950 à aujourd'hui).

## Toponymie
Le nom de la localité est attesté sous les formes Silleium en 1180; Sulleium et Sulleyum au XIVe siècle; Sullie en 1392.
Noms de lieux d'origine prélatine ou gallo-romaine.
Le nom de Sully proviendrait de la déesse celtique Sulis. Elle aurait été assimilée à Minerve, par les Romains, et aurait exercé un pouvoir spécial sur les eaux.
Le gentilé est Sullien.

## Politique et administration
| Période                                  | Période  | Identité       | Étiquette | Qualité |
| ---------------------------------------- | -------- | -------------- | --------- | ------- |
| 1947                                     | 1977     | Robert Laville |           |         |
| 1977                                     | 2002     | Robert Poulain |           |         |
| septembre 2002                           | En cours | Nicolas Fenal  | DVD       |         |
| Les données manquantes sont à compléter. |          |                |           |         |

## Démographie
L'évolution du nombre d'habitants est connue à travers les recensements de la population effectués dans la commune depuis 1793. Pour les communes de moins de 10 000 habitants, une enquête de recensement portant sur toute la population est réalisée tous les cinq ans, les populations de référence des années intermédiaires étant quant à elles estimées par interpolation ou extrapolation. Pour la commune, le premier recensement exhaustif entrant dans le cadre du nouveau dispositif a été réalisé en 2005.
En 2022, la commune comptait 167 habitants, en évolution de +19,29 % par rapport à 2016 (Calvados : +1,58 %, France hors Mayotte : +2,11 %).
| 1793 | 1800 | 1806 | 1821 | 1831 | 1836 | 1841 | 1846 | 1851 |
| ---- | ---- | ---- | ---- | ---- | ---- | ---- | ---- | ---- |
| 275  | 127  | 261  | 219  | 173  | 205  | 212  | 227  | 230  |

| 1856 | 1861 | 1866 | 1872 | 1876 | 1881 | 1886 | 1891 | 1896 |
| ---- | ---- | ---- | ---- | ---- | ---- | ---- | ---- | ---- |
| 214  | 214  | 198  | 185  | 184  | 177  | 195  | 180  | 191  |

| 1901 | 1906 | 1911 | 1921 | 1926 | 1931 | 1936 | 1946 | 1954 |
| ---- | ---- | ---- | ---- | ---- | ---- | ---- | ---- | ---- |
| 163  | 163  | 163  | 150  | 135  | 125  | 124  | 105  | 147  |

| 1962 | 1968 | 1975 | 1982 | 1990 | 1999 | 2005 | 2006 | 2010 |
| ---- | ---- | ---- | ---- | ---- | ---- | ---- | ---- | ---- |
| 174  | 147  | 121  | 132  | 134  | 148  | 124  | 120  | 126  |

| 2015 | 2020 | 2022 | - | - | - | - | - | - |
| ---- | ---- | ---- | - | - | - | - | - | - |
| 140  | 160  | 167  | - | - | - | - | - | - |

## Économie
La commune se situe dans la zone géographique des appellations d'origine protégée (AOP) Beurre d'Isigny et Crème d'Isigny.

## Lieux et monuments
- L'église Notre-Dame du XIIe siècle.
- Le château de Sully du XVIIIe siècle, avec son parc de trois hectares, aujourd'hui aménagé en hôtel de luxe.
- Le manoir de Boissy du XVIe siècle, avec son portail à double entrée, une porte piétonne et une porte charretière, décoré avec pilastres et entablement avec merlons à pinacles[30].

## Personnalités liées à la commune
- Alain Lecornu (1929-1998), député du Calvados, y est né.